# Kirill Afanaszjevics Mereckov
Kirill Afanaszjevics Mereckov (Кирилл Афанасьевич Мерецков) (Nazarjevo, Orosz Birodalom, 1897. június 7. – Moszkva, 1968. december 30.) szovjet frontparancsnok a második világháborúban, a Szovjetunió marsallja (1944. október 26.).

## Ifjúkora
Szülei köztisztviselők (más források szerint parasztok) voltak. 1904 és 1912 között az elemi iskolába járt. Önéletrajzában (melyet mások átdolgoztak) azt írja, ezután lakatosinas volt, illetve az esti iskolát végezte Moszkvában, majd vidéken, Szudogdában dolgozott lakatosként. Biztos, hogy 1916 júniusában besorozták a cári hadseregbe, 1917 januárjában belépett a bolsevik pártba, majd a következő évben a Vörös Hadseregbe is.
Az 5. hadsereg kötelékeibe tartozó 227. Vlagyimiri ezred egyik egységének komisszárjaként 1918 tavaszán megsebesült a fronton. 1918 októberében elkezdett egy tanfolyamot a Vezérkari Akadémián. Többször kénytelen volt félbeszakítani tanulmányait, mivel a frontra rendelték. 1920 nyarától 1921 januárjáig a Délnyugati Front (Jegorov) 1. lovashadserege (Bugyonnij) 4. lovashadosztályának törzsfőnökhelyettese volt. Miután 1921 októberében elvégezte az akadémiát, az 1. tomszki szibériai lovashadosztály, majd az Észak-Kaukázusi Katonai Körzetben szolgáló 15. lövészhadtest törzsfőnökhelyettese és a 9. doni lövészhadosztály törzsfőnöke volt. Ezzel egyidejűleg, 1924 szeptemberétől 1928 júliusáig a Moszkvai Katonai Körzet (Uborevics, majd Kork) mozgósítási főnöke, majd júliustól 1930 májusáig a törzsfőnök első helyettese volt. A következő években Fehéroroszországban, majd a Távol-Keleten dolgozott különböző hadseregek és katonai körzetek törzsében.
A spanyol polgárháború alatt 1936-tól 1937 júniusáig a köztársasági kormány katonai tanácsadójaként szolgált, ezután a vezérkari főnök, Saposnyikov helyettese lett. 1938 szeptemberében a Volgai, majd nemsokára a Leningrádi Katonai Körzet élére nevezték ki. A XVIII. Pártkongresszuson a Központi Bizottság póttagjává választották, a szovjet-finn háborúban a 7. hadsereg parancsnoka volt, amely 1940. február 23-án áttörte a Mannerheim-vonalat.
1940 júniusában hadseregtábornoki rangfokozatban a honvédelmi népbiztos, Tyimosenko helyettese lett, két hónappal később vezérkari főnök (1941. január 13-án leváltották erről a posztról). 1941 első felében a népbiztos helyetteseként a kiképzési kérdésekért felelt.

## Szerepe a második világháborúban
A Szovjetunió elleni német invázió után június 22-én Sztálin Leningrádba, a frissen létrehozott Északi Front (Popov) törzséhez küldte. Június 23-án kinevezték a főhadiszállás tanácsadó testületének tagjává és visszahívták Moszkvába (feltehetőleg a leningrádi első titkár, Zsdanov). De alighogy megérkezett, az NKVD letartóztatta és kegyetlen kínzásnak vetette alá. (Önéletrajzában nem említi a letartóztatását, sokatmondóan hallgat a június 23. és szeptember eleje között történtekről.) Sztálin talán arra gyanakodott, hogy amikor a honvédelmi népbiztos helyetteseként néhány héttel a német támadás előtt ellenőrizte a határ menti különleges katonai körzetek felkészültségét, lehetősége volt egy grandiózus szabotőrhálózat megszervezésére, amelynek tevékenysége következtében a határ menti szovjet alakulatok egy része szándékosan engedi át a terepet a németeknek. Egy másik elképzelés szerint Berija terelte rá és több tekintélyes tisztre a diktátor gyanúját, akiket részben még a háború előtt tartóztattak le – mint pl. Loktyionov vezérezredes, a Balti Katonai Körzet korábbi parancsnoka, Ricsagov, a légierő parancsnoka, Szmuskevics, a légierő korábbi parancsnoka, Stern vezérezredes, Proszkurov, a katonai hírszerzés feje, aki korábban szintén a légierőnél szolgált. Mereckovot Berija helyettesei, Merkulov (akivel korábban jó kapcsolatban volt) és Bogdan Kobulov, valamint Vlodzimirszkij, a különleges ügyek osztályának vezetője és alárendeltjei, Svarcman és Rodosz nyomozók vallatták. A letartóztatottak többségét októberben, a moszkvai csata idején kivégezték, őt azonban (a korábbi hadiipari népbiztossal, Vannyikovval együtt) szeptemberben szabadlábra helyezték és rehabilitálták.
Miután Finnország belépett a háborúba, a 7. önálló hadsereg parancsnokságát bízták rá. Mialatt a rá bízott arcvonalszakaszon eredményesen védekezett, a balszárnyán Vszevolod Jakovlev 4. hadseregének védelme összeomlott, a hadsereg menekülőre fogta. Ez azt a veszélyt hozta magával, hogy a német Észak hadseregcsoport csapást mérhet a 7. hadsereg hátába. Miután november 4-én Tyihvin elesett, a főhadiszállás a 4. hadsereg parancsnokává is Mereckovot nevezte ki. December 9-ig sikerült visszafoglalnia Tyihvint.
December 17-én a Sztavka megalakította a 4. (most már P. A. Ivanov), az 52. (M. K. Klikov), a 26. (G. G. Szokolov) és a szervezés alatt álló 59. hadseregből (I. V. Galanyin) a Volhovi Frontot és Mereckovot nevezte ki az élére. A front feladata az Észak hadseregcsoport szétzúzása és az ostromlott Leningrád felszabadítása volt. A parancsok végrehajtásához a szovjet csapatoknak nem volt elég erejük. 1942 januárjától áprilisig Mereckov parancsnoksága alatt nagy véráldozattal járó és sikertelen támadásokat indítottak a németek ellen.
A főhadiszállás, hogy a Leningrádi Front és a Volhovi Front működését jobban lehessen koordinálni, összevonta a két frontot és alárendelte a leningrádi főparancsnokságnak (azaz Hozin tábornoknak). Ez az intézkedés mégis szervezési nehézségeket vont magával és komoly vereségekhez vezetett a fronton. Június 9-én ezért a Volhovi Frontot reaktiválták, vezetését újra Mereckovra bízták, aki a közbeeső időben a Nyugati Front parancsnokának, Zsukovnak a helyettese és a szervezés alatt álló 33. hadsereg parancsnoka volt. A következő mintegy másfél évben további, részben sikertelen támadó hadműveleteket vezetett, mint pl. a szinyavinói (1942. augusztus 19. – 1942. október 10.), az Iszkra (1943. január 12. – január 30.) vagy a Poljarnaja Zvezda (Sarkcsillag) hadművelet (1943. február 10. – április 1.). A leningrád-novgorodi hadművelet (1944. január 14 – 1944. március 1.) sikeres végrehajtásában nagyon jelentős szerepe volt. Ezzel az offenzívával sikerült a leningrádi ostromgyűrűt áttörni, a várost felszabadítani és a német Észak hadseregcsoportot (Lindemann) visszaszorítani a Baltikum térségébe. Mivel az arcvonalat jelentősen lerövidítették ezzel, 1944 februárjában a főhadiszállás átszervezést hajtott végre, megszüntette a Volhovi Frontot és csapatait más frontoknak adta át.
Mereckov ezután a Finnország ellen, északon támadó Karél Front parancsnokságát vette át. Itt irányította a viborg-petrozavodszki hadműveletet (június 10. – augusztus 9.), amely a finn kormányt olyan nagy nyomás alá helyezte, hogy szeptemberben fegyverszünetet kötött a Szovjetunióval. Az első napokban nagy áttörést értek el az orosz csapatok, amelyek a Szvir folyó partján létesített hídfőállásból kirobbanva a következő három héten egyes szektorokban – a finnek taktikai visszavonulását követve – 250 kilométert száguldottak előre nyugat felé. Augusztus elején, az 1940-es szovjet-finn határon azonban megállították előrenyomulásukat. A stratégiai szempontból fontos Fehér-tenger–Balti-tenger-csatorna eddigre újra az oroszok kezére került. A finn hadsereget és felszerelését nem tudták elpusztítani.
1944. október 26-án a Szovjetunió marsalljává léptették elő. Sztálint is beleszámítva ő volt a 9., egyben utolsó parancsnok, aki a háború alatt részesült ebben a megtiszteltetésben.
1945 júliusában az 1. Távol-Keleti Front parancsnoka lett, ebben a beosztásban vett részt a Japán elleni mandzsúriai háborúban (1945. augusztus 9. – 1945. szeptember 2.). A szovjet hadseregek villámgyors győzelmet arattak, a főparancsnok, Vaszilevszkij, valamint az offenzíva fő kivitelezői – Malinovszkij marsall, a Bajkálontúli Front parancsnoka, Mereckov marsall, az 1. Távol-Keleti Front parancsnoka és Purkajev tábornok, a 2. Távol-Keleti Front parancsnoka – megkapták a Győzelem-rendet.

## A háború után
A háború utáni években 1955-ig különböző katonai körzetek (1947 és 1949 között a Moszkvai Katonai Körzet) élén állt. 1955-től 1964-ig a honvédelmi miniszter helyettese volt. 1968. december 30-án hunyt el, hamvait a Kreml falába temették.
Emlékiratai A nép szolgálatában (На службе народу) címmel 1970-ben jelentek meg Moszkvában; átdolgozva (a magyar fordítást 1985-ben adta ki a Zrínyi Kiadó).

## Önéletírása magyarul
- A nép szolgálatában; ford. S. Nyírő József; Zrínyi, Bp., 1985